# Edwardsia claparedi
Edwardsia claparedi är en havsanemonart som först beskrevs av Panceri 1869.  Edwardsia claparedi ingår i släktet Edwardsia och familjen Edwardsiidae. Inga underarter finns listade i Catalogue of Life.